# Demokratyczna Republika Azerbejdżanu

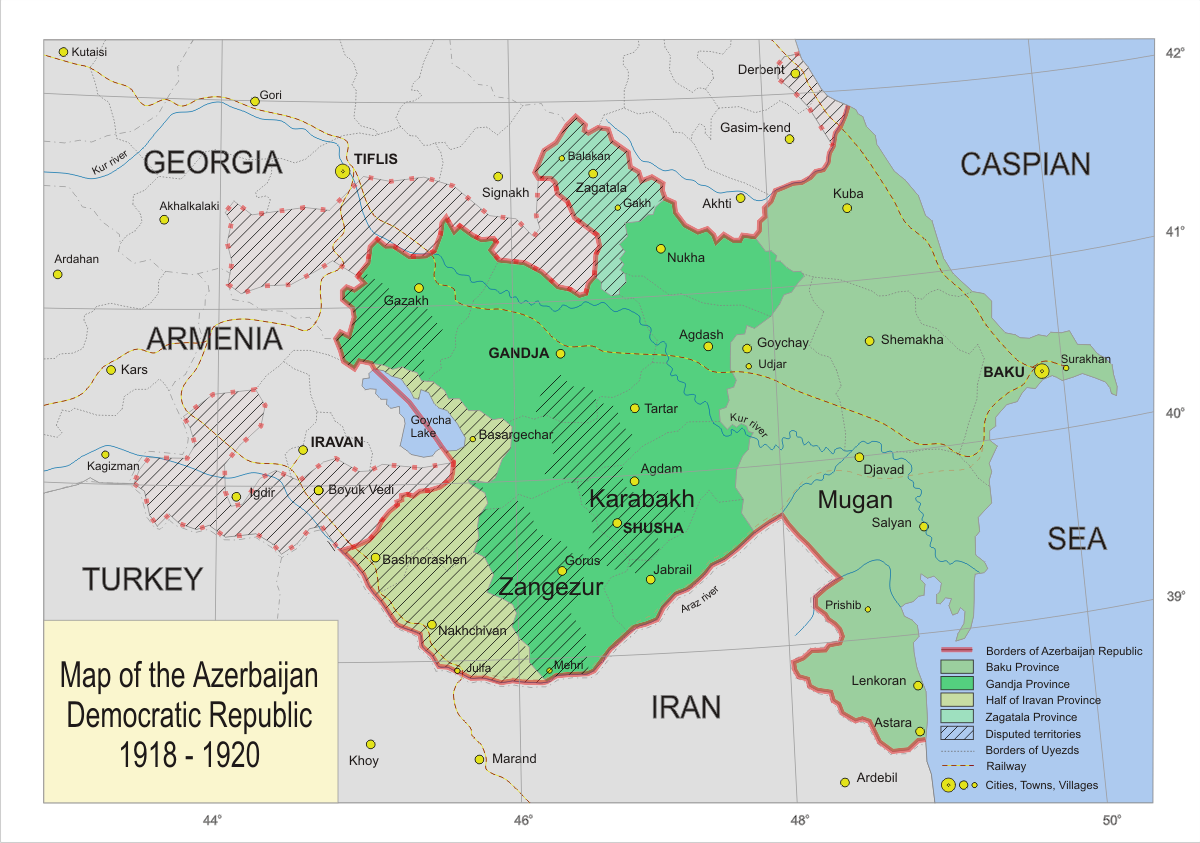
Demokratyczna Republika Azerbejdżanu 1918-1920

Demokratyczna Republika Azerbejdżanu – państwo powstałe 28 maja 1918 roku w ramach rozpadu istniejącej przez trzy miesiące Zakaukaskiej Demokratycznej Republiki Federacyjnej, obejmującej uwolnione od władzy Imperium Rosyjskiego terytoria współczesnej Armenii, Azerbejdżanu i Gruzji. 
Stolicą państwa ogłoszono Baku, jednak z powodu trwających tam walk z bolszewikami, siedzibą rządu została Gandża.
DRA pozostawała w sporze terytorialnym z Armenią o Nachiczewan, Zangezur i Karabach, a z Gruzją o okręg zakatalski. Toczono także nieustanną wojnę z Republiką Górską o południowy Dagestan. Azerbejdżan zgłaszał również pretensje terytorialne do Persji, aż do podpisania porozumienia w 1919 roku. 
30 listopada 1918 roku interwencyjne siły brytyjskie, które zajęły wcześniej Baku, przekazały miasto Azerbejdżanowi.
25 kwietnia 1919 roku bolszewicy w Rejonie Lenkoran ogłosili powstanie republiki radzieckiej. Wojska azerskie były wówczas uwikłane w walką z Białą Gwardią gen. Antona Denikina na północy, wskutek czego nie podjęły akcji przeciwko bolszewikom w Lenkoran.
25 kwietnia 1920 roku Armia Czerwona podjęła marsz w kierunku Baku, które zajęła 27 kwietnia, ogłaszając powstanie Azerbejdżańskiej SRR. Dzień później rząd Demokratycznej Republiki Azerbejdżanu, chcąc uniknąć wojny domowej, ogłosił likwidację republiki.